# Karl von Eckartshausen
Karl von Eckartshausen est un écrivain, philosophe et théosophe allemand, né au château d'Haimhausen en Bavière, 1752, mort à Munich en 1803. Il influencera profondément l'occultisme et le romantisme en Allemagne, ainsi qu'en Angleterre et en France.

## Biographie
Eckartshausen est le fils du comte Carl von Haimhausen, dont la protection lui permet d'être nommé conseiller aulique, membre de l'Académie de Bavière dès 1777, censeur de la librairie en 1780 et enfin conservateur des archives de Bavière en 1784. C'est à partir de l'année 1788 qu'il délaisse ses recherches scientifiques, politiques et juridiques pour se consacrer à la théosophie.
II publie un grand nombre d'écrits dont les plus connus sont un Traité de la Création et un petit livre de théologie mystique intitulé Dieu est l'amour le plus pur, paru en 1790. Cet ouvrage, qui soutient une forme chrétienne de déisme, obtient un grand succès au XIXe siècle en Allemagne, et il est traduit dans presque toutes les langues, notamment en français par Gosvin-Joseph-Augustin de Stassart. 
Eckartshausen fut membre des Illuminés de Bavière sous le nom de Aetilius Regulus.

## Théosophie
La théosophie d'Eckartshausen s'appuie à la fois sur les textes hermétiques et sur la doctrine néoplatonicienne des correspondances entre le microcosme et le macrocosme, apparue à la Renaissance. Elle intègre la conception cabalistique de Dieu (En Sof) et la théologie négative chrétienne. Eckartshausen voit en Dieu la lumière qui emplit toute chose, la présence véritable que l'on peut « sentir » en soi ou percevoir dans la nature, mais en aucun cas comprendre. 
Ce sont les analogies et les correspondances qui permettent selon Eckartshausen de percevoir intuitivement l'essence de Dieu, qui se manifeste indirectement dans les phénomènes naturels. Le Christ, entendu par lui comme un médiateur entre Dieu et le monde, a investi la nature pour la rehausser et la réhabiliter après la Chute, et c'est en cherchant à le connaître que l'homme s'engage sur le chemin de la rédemption et de la réintégration.

### Ouvrages d'Eckartshausen
- Dieu est l'amour le plus pur. Ma prière. Ma contemplation (1790), trad., Diffusion Rosicrucienne, 1997, 292 p.  Les relations avec Dieu et avec autrui.
- La Nuée sur le Sanctuaire ou Quelque chose dont la philosophie orgueilleuse de notre siècle ne se doute pas (1802), trad., Diffusion Rosicrucienne, 2001, 136 p. Sur l'Église invisible
- Catéchisme de chimie supérieure (1819), trad. Paul Kessler in Alchimie, Cahiers de l'hermétisme, Albin Michel, 1978, p. 175-187. Annexe de Ueber die Zauberkräfte der Natur (Des forces magiques de la nature, p. 73-100).

### Études sur Eckartshausen
- Antoine Faivre, Eckartshausen et la théosophie chrétienne, Klincksieck, 1969, 788 p.
- Antoine Faivre, L'ésotérisme au XVIIIe siècle, Seghers, 1973, p. 110-111.